# Longba (sockenhuvudort i Kina, Hubei Sheng, lat 32,35, long 109,66)
Longba (kinesiska: 龙坝, 龙坝乡) är en sockenhuvudort i Kina. Den ligger i provinsen Hubei, i den centrala delen av landet, omkring 480 kilometer nordväst om provinshuvudstaden Wuhan. Antalet invånare är 16 085. Befolkningen består av 7 367 kvinnor och 8 718 män. Barn under 15 år utgör 15,0 %, vuxna 15-64 år 74 %, och äldre över 65 år 9,0 %.
Runt Longba är det ganska tätbefolkat, med 96 invånare per kvadratkilometer. Närmaste större samhälle är Shuiping, 15,6 km öster om Longba. I omgivningarna runt Longba växer i huvudsak blandskog.
Genomsnittlig årsnederbörd är 1 072 millimeter. Den regnigaste månaden är september, med i genomsnitt 177 mm nederbörd, och den torraste är december, med 5 mm nederbörd.